# 앤젤리 비마니

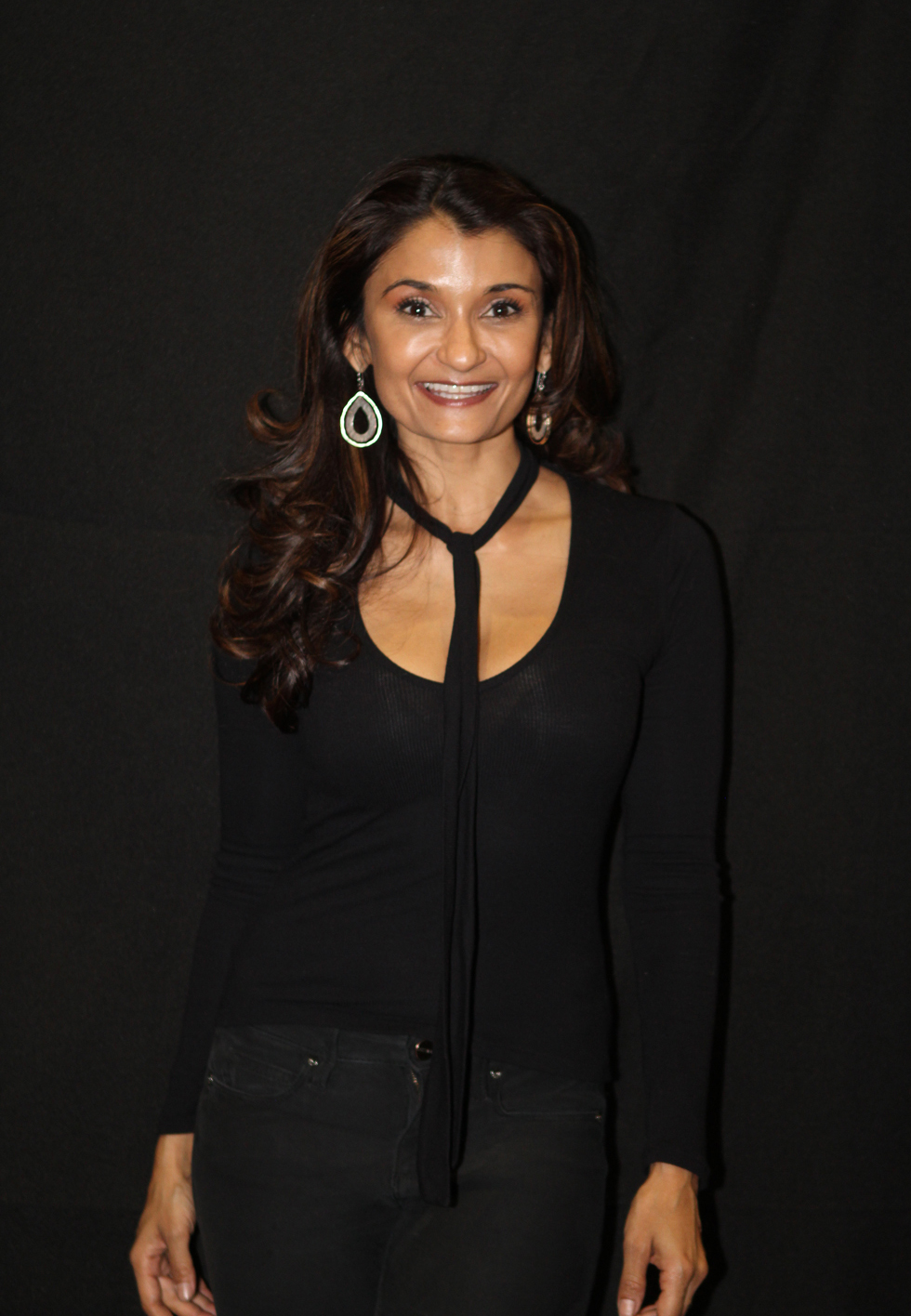

앤젤리 비마니(Anjali Bhimani)는 미국의 성우, 텔레비전 배우, 영화배우, 연극 배우이다.
클리블랜드에서 태어났다.

## 영화
- 돈 웨이크 마미 (2015년)
- 미스 인디아 아메리카 (2015년)
- 아웃소스드 (2010년) - 사리 벤더 역
- 모던 패밀리 1 (2009년)
- 쇼퍼홀릭 (2009년)
- 샤크 (2006년)
- Law & Order : 성범죄전담반 1 (1999년)